# Glenn Hall
Glenn Henry Hall, född 3 oktober 1931 i Humboldt, Saskatchewan, är en kanadensisk före detta professionell ishockeymålvakt som representerade NHL-klubbarna Detroit Red Wings, Chicago Black Hawks och St. Louis Blues mellan åren 1951 och 1971. Hall var den förste målvakt som introducerade den berömda Butterfly-stilen, hans smeknamn blev därför "Mr. Goalie".

## Karriären i Red Wings
Hall skrev kontrakt med Red Wings 1949 men skulle tillbringa de första åren i Red Wings farmarlag. Men i slutspelet 1952 blev han upplockad för att vara backup till Terry Sawchuk. Även om Hall inte fick spela någon match i slutspelet så skrev man in hans namn på Stanley Cup-bucklan, något som gjorde att Hall hade registrerats som Stanley Cup-mästare innan han hade spelat en enda match i NHL.
Men säsongen 1955–56 skulle Hall få chansen att spela som förstemålvakt i Red Wings, en chans som han tog. På 70 matcher skulle han vinna 30 matcher och noteras för att ha släppt in 2,10 mål per match. För den här insatsen belönades han med Calder Memorial Trophy som säsongens bästa nykomling. Även säsongen 1956–57 skulle bli en framgång då han noterades för 34 vinster och släppte in 2,23 mål per match.

## Karriären i Black Hawks
Även om Hall hade gjort två fantastiska säsongen i Red Wings blev han bortbytt till rivalen Chicago Black Hawks. Men tiden i Black Hawks skulle till en början inte vara lika framgångsrika som den i Red Wings, fast Black Hawks var på väg upp och Glenn Hall skulle bidra till lagets framgång. 1961 skulle Hall få vinna Stanley Cup på riktigt. Han var en nyckelspelarna när Black Hawks besegrade Red Wings med 4-2 i matcher. 
Glenn Hall skulle fortsätta att vara Black Hawks förstemålvakt under 1960-talet, men under en match mot Boston Bruins 8 november 1962 var Hall tvungen att avbryta matchen. Det var slutet för ett 502 matcher långt rekord för startade matcher för en målvakt, det är fortfarande ett rekord som ingen har slagit. Under de här matcherna som han stod bar han aldrig någon hockeymask, det började han med under sina sista säsonger i ligan. 
Hall skulle fortsätta att vara en bra målvakt i Black Hawks på 60-talet, han släppte regelbundet runt 2,5 mål per säsong och skulle bli belönad med sin första Vézina Trophy säsongen 1962–63. Han skulle också vinna trofén igen säsongen 1966–67, det skulle dock bli hans sista i Black Hawks.

## Karriären i Blues
Det var många som blev överraskade när Black Hawks inte valde att skydda Hall inför expansionsdraften 1967. Det slutade med att St. Louis Blues, som var ett av de sex nya lagen i ligan, valde att plocka Hall som sin förstemålvakt. Blues skulle göra en överraskande bra första säsong i ligan, exempelvis skulle man vinna Western Divisions slutspelssida med två 7-matchers serier. 
Men i finalen blev Montreal Canadiens för svåra, de svepte finalen med 4-0 i matcher. Även om Blues förlorade gjorde de en bra finalserie, alla matcher slutade med uddamålsförlust och två av matcherna gick till övertid. Glenn Hall blev belönad med Conn Smythe Trophy något som är ovanligt eftersom han representerade det förlorande laget. Han skulle även vinna sin tredje och sista Vézina Trophy säsongen 1968–69.

## Övrigt
På den berömda bilden på Bobby Orr när han avgör finalen 1970 för Boston med ett övertidsmål finns Hall med. Han var målvakten som Orr gjorde mål på och han representerade Blues.
Glenn Hall skulle även vinna Stanley Cup som målvaktstränare med Calgary Flames 1989.